# Slaget ved Lutter am Barenberg
Slaget ved Lutter am Barenberg var et slag i Kejserkrigen. Det foregik den 27. august 1626 (17. august 1626 i den julianske kalender) og var et knusende nederlag for den protestantiske hær, som var under ledelse af Christian 4. og General Forck. Modstanderen var Den Katolske Liga under ledelse af General Tilly. Begge hære var på ca. 20.000 mænd, opstillet i den klassiske opstilling med kavaleri på fløjene. Infanteriet var sandsynligvis opstillet i de klassiske pikener-formationer den katolske side i formationen tercio og den danske side i en lidt anden formation med et andet styrkeforhold mellem pikenere og musketerer i formationen. Slaget gik i begyndelsen godt for det protestantiske infanteri, som havde fremgang. Det kom dog i uorden, da man kom under beskydning af Tillys kanoner, og rytteriet på fløjene blev slået. Christian 4. måtte flygte fra slagmarken med kun 80 ryttere.

## Baggrund
I juli 1626 indledte kong Christian 4. et forsøg på at udmanøvrere Tillys tropper. Danskerne rykkede frem mod Tilly, som belejrede den protestantiske by Göttingen. Den 5. august (n.s.) indtog Christian 4. Lutter am Barenberg, hvor han opholdt sig en uge inden, at han fortsatte mod Göttingen for at komme til dennes undsætning. Derfra blev danskerne tvunget til at trække sig tilbage til Lutter am Barenberg, og Cristian 4. fandt sig tvungen til at indlede en kamp. Den danske hær led af mangel på proviant, og kampviljen havde som følge af dette mindsket. Fra at have haft initiativet var danskerne trængt, og der var fare for, at soldaterne ville gå i panik.

## Slaget
Begge hærstyrker var opstillede med kavaleri på flanken og infanteri i midten. Inden slaget havde det danske krigsråd bedt kongen om ikke at gennemføre det, men kongen valgte ikke at lytte til denne anmodning.
Om morgenen indtog den danske hær fordelagtige stillinger på et højdedrag, som var vel beskyttet bag en bæk og med besværligt terræn til siderne. Kampen indledtes med en artilleriduel, hvor efter Tilly angreb over bækken. De angribende tropper blev trængt tilbage af danskerne. Der efter fulgte en ukontrolleret dansk forfølgelse af de flygtende tropper, hvilket indebar, at danskerne forlod deres beskyttede stillinger. Tilly formåede at samle sine tropper til et modangreb, hvilket pressede danskerne tilbage til deres oprindelige stillinger. Der fortsatte kampene mellem de danske og kejserlige tropper, og der opstod stor forvirring. De danske stillinger brød fuldstændigt sammen. Kong Christian 4. flygtede fra kamppladsen med blot 80 ryttere.
Hvad, der forårsagede det danske nederlag, er svært at vurdere, da den katolske side indledte en intensiv propaganda straks efter slaget. Protestanterne hævdede til deres forsvar, at kavaleriet havde trukket sig tilbage ved et uheldigt pas.

## Følger
Resterne af den danske hær trak sig hurtigt tilbage til Holsten mens Tilly besatte alt protestantisk territorium frem til Elben. De kejserlige tropper under Wallensteins ledelse besatte det følgende år Jylland.
Det, som Christian 4. havde tilstræbt med Danmarks deltagelse i krigen, lå efter slaget i ruiner. Ved en dansk sejr havde den danske hær kunnet fortsætte efter kongens plan med sigte på at besejre den katolske side. Var det sket, havde den svenske indtræden i 30-årskrigen ikke fundet sted.
Slaget ved Lutter am Barenberge er ved siden af slagene ved Breitenfeld i 1631 og Nördlingen i 1634 et af de mest betydningsfulde under krigen og forandrede Danmarks, Tysklands og Europas historie.